# Маньковский, Борис Никитович
Борис Никитович Маньковский (11 марта 1883 — 24 ноября 1962) — академик Академии медицинских наук СССР (с 1944 года), доктор медицинских наук (с 1935 года), профессор, Заслуженный деятель науки УССР (с 1943 года), заведующий кафедрой нервных болезней Киевского медицинского института ( 1922–1961 годах) и Киевского института усовершенствования врачей (в 1922–1941 годах). Научный руководитель Психоневрологического института (в 1927–1948 гг.), один из организаторов Института геронтологии АМН СССР (1958).

## Биография
Родился 11 марта 1883 года в дворянской семье. За участие в студенческих выступлениях 1904–1905 лет его отчислили из Киевского университета Святого Владимира, причем без права восстановления. Отец изобрел возможность отправить его за границу, где на медицинском факультете Лейпцигского университета он продолжил обучение, а после его окончания стажировался в Париже в известной клинике «Сальпетриер» у ученика знаменитого профессора Шарко. Это позволило молодому доктору после возвращения в Киев сразу же занять должность доцента кафедры нервных болезней в Киевском университете. В 1909 году окончив с отличием медицинский факультет Киевского университета, приступил к работе на кафедре нервных болезней, заведующим которой был Н. М. Лапинский. 1911 года приказом Попечителя Киевского учебного округа утвержден в должности штатного ординатора при клинике нервных болезней Университета сроком на три года.
В ноябре 1914 года, в связи с началом Первой мировой войны, был мобилизован и назначен младшим ординатором Киевского военного госпиталя, работал в нервном отделении. С 1915 года числится младшим ординатором психиатрического отделения.
С 1918 года в приказах по госпиталю значился как заведующий нервно-патологического отделения. Будучи штатным врачом Киевского военного госпиталя, продолжал работать при кафедре М. М. Лапинского, который заведовал ею до 1918 года. Позже, с 1922 года кафедра была разделена на два курса (факультетская и госпитальная клиника), госпитальной клиникой на 100 коек при нервном отделении госпиталя стал заведовать Б. М. Маньковский (1922-1961).
С 1922 по 1941 год заведовал также созданной кафедрой нервных болезней Киевского института усовершенствования врачей.
Умер 24 ноября 1962 года. Похоронен в Киеве на Байковом кладбище (участок № 9).

## Научная деятельность
Автор более 170 научных работ, в том числе 25 монографий, посвященных различным вопросам клинической неврологии и нейроонкологии. Первым в стране описал опухоль шишковидного тела, в мировой литературе — клинику краниофарингиом. Ввел рентгенологический метод в неврологию и дал клиническое обоснование применения в неврологической практике ряда антибиотиков, гормонов, сульфаниламидных препаратов. Один из основоположников украинской школы невропатологов. Под его руководством подготовлено 50 диссертаций, в том числе 5 докторских.

### Публикации
- Клиника эпидемического энцифалита.  — К., 1924
- Случай органического серозного менингита с картиной опухоли мосто-мозжечкового угла.  — К., 1925
- Множественный диссеминированный склероз. — К., 1941;
- О нервной патологии при гипертонической болезни. — К., 1960;
- Избранные труды. — К., 1972

## Награды
Награждён двумя орденами Ленина, орденами Трудового Красного Знамени, «Знак Почета» и медалями.

## Память
Его имя присвоено клинике нервных болезней Александровской больницы в Киеве. На ее фасаде в 1964 году установлена мемориальная доска (бронза, гранит, скульптор А. А. Банников).